# Álvaro Menen Desleal
Álvaro Menéndez Leal, conocido como Álvaro Menen Desleal (Santa Ana; 13 de marzo de 1931 - San Salvador; 6 de abril de 2000) fue un cuentista y dramaturgo salvadoreño.
Perteneció a la Generación Comprometida, su trabajo más reconocido es “Luz Negra” en dramaturgia. androide, que muestra otra forma surrealista y moderna.

Roque Dalton y Álvaro Menén Desleal en Santiago de Chile como corresponsales del noticiero: Teleperiódico.1950s

## Biografía
Su nombre correcto es Álvaro Menéndez Leal. Nació en la ciudad de Santa Ana, el 13 de marzo de 1931. Ingresó a la Escuela Militar “General Gerardo Barrios”, de la cual fue expulsado cuando cursaba el tercer curso (1952), debido a un poema "subversivo" que publicó en La Prensa Gráfica.
Perteneció a la llamada Generación Comprometida junto con Manlio Argueta,Ítalo López Vallecillos, Roque Dalton y otros. Menéndez Leal fue el creador de los noticieros televisivos en El Salvador, con el mítico programa Telediario salvadoreño. Su suerte cambiaba de gobierno a gobierno; estuvo exiliado y fue también agregado cultural de El Salvador en México y director del Teatro Nacional.
Ingresó a la redacción de El Diario de Hoy (enero de 1953), rotativo en el que colaboraba desde 1950. En agosto de 1953, fue detenido y fichado en el cuartel central de la Policía Nacional, acusado de conspirar contra el régimen del teniente coronel Óscar Osorio.
Realizó una gira como boxeador por las arenas de Guatemala y las del México provincial, hasta que llegó a debutar en la Arena Metropolitana del distrito federal. De su primera estancia en este país emanó un poemario existencialista, titulado El extraño habitante (México, 3AM), iniciado en marzo de ese mismo año y publicado en San Salvador, diez años después.
En agosto de 1955, reingresó a la redacción de El Diario de Hoy y dirigió, por corto tiempo, las breves, críticas y humorísticas secciones Paso doble y Paso ganso, así como las páginas de Filosofía, arte y letras creadas por el finísimo poeta Ricardo Trigueros de León. 
El 7 de septiembre de 1956 fundó Tele-Periódico, el primer noticiario televisivo de El Salvador, transmitido al mediodía y en horario nocturno por YSEB canal 6. Durante sus meses iniciales, bajo el patrocinio de la casa comercial Freund, este espacio televisivo contó con un Suplemento cultural o sección dominical de promoción para las artes y las letras, así como con un periódico anexo, impreso en la Ciudad de México mediante la técnica del rotograbado.
Después, Menéndez Leal creó Tele-Reloj, un espacio noticioso que fue transmitido por YSEB canal 6 y YSDR canal 8, en sus horarios del mediodía mientras que Teleperiódico ocupaba las transmisiones nocturnas. En mayo de 1957, retomó la dirección de las páginas literarias dominicales de El Diario de Hoy. En 1961 se inscribió como estudiante en la carrera de Sociología de la Facultad de Filosofía y Letras de la Universidad de El Salvador (UES).
Desde la Universidad de El Salvador, colaboró con la revista Vida universitaria y el viernes 30 de junio de 1961 fue declarado ganador de varios premios en el Certamen Cultural Universitario Centroamericano, patrocinado por la Asociación de Estudiantes de Derecho (AED). Esos premios fueron el "Vicente Sáenz" por su ensayo ¿Es lícito matar al tirano?, el "Juan Ramón Molina" por su poemario Duro pan, el exilio y un galardón por su cuento La caída, revelador de su experiencia en el desastre aéreo paraguayo.
En octubre de 1961, obtuvo otros galardones en el primer Certamen Cultural Universitario, promovido por la Asociación de Estudiantes de Humanidades de la Universidad de El Salvador. En dichos eventos, obtuvo, compartidos, el primer premio poético "Oswaldo Escobar Velado" por su trabajo Poesía para pintores (haikús); la máxima presea de cuento "Arturo Ambrogi" por La espera y el segundo galardón de ensayo, designado "Marcelino García Flamenco" por Testimonio sobre Vallejo. 
En febrero de 1962 fue nombrado catedrático de la Facultad de Economía de la Universidad de El Salvador. Cinco meses más tarde, se hizo acreedor a dos premios del XI Torneo Cultural de la Asociación de Estudiantes de Derecho (AED): el Premio "Alberto Masferrer" de Ciencias Sociales -por su trabajo Barrio alto y barrio bajo.
Entre su obra editada se encuentra, La llave (cuento, San Salvador, 1962); Cuentos Breves y Maravillosos (cuento. Libro premiado con el Segundo Lugar en el Certamen Nacional de Cultura, 1962); El Extraño Habitante (Poesía, San Salvador, 1964); El Circo y otras Piezas Falsas (Teatro. Revista La Universidad, San Salvador, 1966); Luz negra (Teatro: Primer Premio compartido, Juegos Florales Hispanoamericanos de Quetzaltenango, Guatemala, 1965); Ciudad, Casa de Todos (Ensayo: Segundo Premio Certamen Nacional de Cultura, San Salvador, 1966); Una cuerda de Nailon y Oro (Cuento: Primer Premio en el certamen Nacional de Cultura, San Salvador, 1968); Revolución en el País que edificó un Castillo de Hadas (Cuento: Primer Lugar en el Certamen Centroamericano Miguel Ángel Asturias, del Consejo Superior Universitario Centroamericano, Costa Rica, 1970); La Ilustre Familia Androide (Cuento, Argentina, 1972); Los Vicios de Papá (Cuento, San Salvador, 1978); La bicicleta al pie de la muralla (Teatro, San Salvador, 2000); Tres novelas cortas y poco ejemplares (San Salvador, 2007).

### Fallecimiento
Álvaro Menéndez Leal falleció el 6 de abril del año 2000 a sus 69 años, debido a un cáncer de páncreas.

## Obra literaria
Su obra teatral  Luz negra se ha representado en decenas de países y en varios idiomas desde su aparición, en 1964. Practicó el relato fantástico, en cuyo género sus libros más importantes son: 
- La llave (San Salvador, 1960)
- Cuentos breves y maravillosos (Premio Nacional de Cultura 1962, publicado por la Dirección General de Publicaciones en 1963)
- Una cuerda de nylon y oro (Dirección General de Publicaciones, 1964)
- La ilustre familia androide (Argentina, 1968; Dirección de Publicaciones en Impresos, 1996)
- Hacer el amor en el refugio atómico (EDUCA, Costa Rica, 1974)
- Revolución en el país que edificó un castillo de hadas (EDUCA, Costa Rica, 1977)
- El fútbol de los locos (EDUCA, Costa Rica, 1998).

De manera póstuma aparecieron sus libros:
- Tres novelas breves y poco ejemplares
- La bicicleta al pie de la muralla (teatro), ambos en 2000, en la Dirección de Publicaciones e impresos.

Dejó media docena de piezas teatrales inéditas, la misma cantidad de poemarios y una novela: No digas amor ni ante un espejo

## Premios obtenidos
Dentro de los diferentes premios que el escritor salvadoreño obtuvo están:
- Premio Nacional de Cultura, en 1962 por “Cuentos Breves y Maravillosos”.
- 1.er premio de los Juegos Florales Hispanoamericanos Conmemorativos de Quezaltenango (Guatemala) con la pieza teatral “Luz Negra”, en 1965.
- 2.º premio en el Certamen Nacional de Cultura con el ensayo “Ciudad casa de todos”, en 1967.
- 1.er premio en el Certamen Nacional de Cultura con su libro de cuentos “Una cuerda de oro y nylon”, en 1968.
- 1.er premio del Certamen Centroamericano “Miguel Ángel Asturias”, género cuentistero, con la obra “Revolución en el país que edificó un castillo de hadas”, en 1971.
- 1.er premio en el Certamen Nacional de Literatura de la Universidad de El Salvador por la pieza teatral “La bicicleta al pie de la muralla: un acto, sin solución de continuidad”, en 1991.